# Drew County
Drew County is een county in de Amerikaanse staat Arkansas.
De county heeft een landoppervlakte van 2.145 km² en telt 18.723 inwoners (volkstelling 2000). De hoofdplaats is Monticello.